# 松原凜子
松原 凜子（まつばら りんこ、1992年2月18日 - ）は、日本のミュージカル女優、歌手、ボイストレーナーであり、音楽ユニット「PAPIPO」のメンバーである。
岐阜県多治見市出身、東京芸術大学音楽学部声楽科ソプラノ専攻卒業。ケイセブン中村屋所属。4オクターブ超えの声域を持つ。血液型はO型。
兄は俳優・松原海児

## 人物・略歴
愛知県立明和高校音楽科卒業。
東京芸術大学声楽科卒業。
2009年、第63回全日本学生音楽コンクール名古屋大会第1位、全国大会入賞。
2014年よりTHEカラオケ★バトルに複数回出場。
2015年、友達の誕生日を歌でお祝いしたいと思ったのがきっかけで、366日通りのバースデーソングを作る企画を実施。
同2015年、東京藝術大学同声会賞受賞。2017年、ミュージカル レ・ミゼラブル エポニーヌ役に抜擢される。
歌手、女優業をしながら、ミュージックスクールでボイストレーナーもしている。
2018年 関ジャニ∞のTheモーツァルト 音楽王No.1決定戦にて、新妻聖子の女王の座を継いでいる。
2019年、音楽ユニット「PAPIPO」で活動開始した。メンバーは松原含め､高位妃楊子、佐藤玖美。

## 出演

### 舞台
- 2011年　合唱オペラ『セロ弾きのゴーシュ』カッコウ役
- 2012年　ミュージカル『The Apple tree』(東京芸術大学ミュージカルエクスプレス主催)パッショネラ役
- 2013年　オペラ『フィガロの結婚』(東京芸術大学藝術祭)スザンナ役
- 2014年　『ME AND MY GIRL』(東京芸術大学ミュージカルエクスプレス主催)マリア公爵夫人役
- 2015年　『LITTLE WOMEN～若草物語～』(Scoreプロデュース主催) マーガレット・マーチ役[7]
- 2017年　 東宝ミュージカル『レ・ミゼラブル』5月～9月 (帝国劇場、中日劇場、梅田芸術劇場、博多座、札幌文化劇場hitaru) エポニーヌ役[5]
- 2018年3月 ミュージカル座 3月公演「サイト」(IMAホール) お蝶夫人役[8]
- 2018年8月5日-9月23日 ミュージカル「GHOST」(シアタークリエ) [9]
- 2019年1月5日-1月27日 「ナターシャ・ピエール・アンド・ザ・グレート・コメット・オブ・1812」(東京芸術劇場プレイハウス) ソーニャ役[10]
- 2019年9月7日-10月27日 ミュージカル「ラ・マンチャの男」(帝国劇場、フェスティバホール、東京エレクトロンホール宮城、愛知県芸術劇場大ホール) アントニア役[11]
- 2019年12月22日-28日　リーディングワークショップ公演 音楽劇『A CIVIL WAR CHRISTMAS』(TipTap、すみだパークスタジオ倉)[12]
- 2020年2月19日-3月1日　「ISLAND SONG 2020」(溝ノ口劇場) ショーシャナ役[13]
- 2020年5月23日-9月 (上演中止[14]) ミュージカル「ミス・サイゴン」(帝国劇場、札幌文化芸術劇場 hitaru、まつもと市民芸術館、梅田芸術劇場メインホール、アクトシティ浜松 大ホール、オーバード・ホール、愛知県芸術劇場 大ホール、博多座、ウェスタ川越 大ホール) エレン役 [15]
- 2020年6月28日 劇団Tiptap リーディングミュージカル『夜明けを待ちながら』(すみだパークシアター倉)[16]
- 2020年11月7日-8日 ミュージカル「Ms.」(エムズ) (LIVE LOUNGE 紫金楼)[17]
- 2020年11月27日-29日 劇団Tiptap ミュージカル「Count Down My Life」(中目黒キンケロシアター)[18]
- 2021年3月5日-23日 ミュージカル「GHOST」(シアタークリエ)[19]
- 2021年5月22日 オペラ「美しき まほろば〜ヤマトタケル」 オトタチバナヒメ役 (京都 上賀茂神社 細殿)[20]
- 2021年6月9日-20日 『いつか～one fine day 2021』Musical Drama #5 (CBGKシブゲキ!!)[21]
- 2021年12月 ミュージカル「フィスト・オブ・ノーススター 北斗の拳」マミヤ役 (日生劇場)[22]
- 2022年7月-11月 ミュージカル「ミス・サイゴン」エレン役(帝国劇場、梅田芸術劇場、愛知県芸術劇場、まつもと市民芸術館、博多座、アクトシティ浜松、ウェスタ川越)[23]
- 2024年2月、ミュージカル「Play a Life」（博品館劇場）[24]
- 2025年3月、ミュージカル「原点再起」（CBGKシブゲキ!!）母 役[25]

### テレビ
- 『THEカラオケ★バトル』（テレビ東京系）[26]
  - 2014年10月22日 - 「ファンタジーソング王選手権」
  - 2015年7月8日 - 「ファンタジーソング王選手権」
  - 2016年9月28日 - 「歌の異種格闘技戦12」
  - 2016年12月21日 - 「歌の異種格闘技戦13」 決勝進出
- 『ニュースな晩餐会』（フジテレビ系）
  - 2015年2月1日 - 「ニュースな晩餐会」 [27]
- 『日本名曲アルバム』BS-TBS　[28]
- 『関ジャニ∞のTheモーツァルト 音楽王No.1決定戦』(テレビ朝日系)
  - 2018年3月30日 - 優勝 新女王

### ライブ・コンサート
- 2014年-2016年 - 『Musical PUB!』(Stage Partners主催) Vol.1, 2, 3, 6 出演[29]
- 2015年8月9日 - 『テレビ朝日・六本木ヒルズ 夏祭り』 サマステミュージカルコレクション[30]
- 2016年12月13日14日 - 『ラミン・ミュージカル・コンサート』(オーチャードホール／梅田芸術劇場シアター・ドラマシティ) コーラス [31]
- 2016年5月7日 - 『Off-Broadway MUSICAL LIVE 2』(Scoreプロデュース主催)[32]
- 2017年11月19日 - ユーリ!!! on CONCERT (幕張メッセ) [33]
- 2017年12月11日 - 松原凜子LIVE2017 in "TheGLEE" [34]
- 2018年2月7日 - ウィズ・ミューズ シリーズ　第23回 松原 凜子　ソプラノコンサート (横浜市泉区民文化センター テアトルフォンテ) [35]
- 2018年4月14日 - 桜舞う!アニソンライブ4th ゲスト出演 (LIVE-BAR-The DOORS)[36]
- 2018年4月30日 - 多治見市修道院コンサート[37]
- 2018年5月3日 - デュオコンサート (名古屋市熱田文化小劇場) [37][38]
- 2018年6月1日 - めざましクラシックス ギンザvol.84 (ヤマハホール) [39]
- 2018年7月1日 - ユーリ!!! on CONCERT (大阪市中央体育館) [40]
- 2018年11月6日 - 第4回 CALLBACK MC (原宿ストロボカフェ) [41]
- 2018年11月25日 - 松原凜子LIVE『My World』(Blue Note NAGOYA) [42]
- 2018年12月2日 - 松原凜子 LIVE in the GLEE -My World vol.2- (神楽坂The glee) [43]
- 2018年12月11日 - 松原凜子 LIVE in the GLEE 2nd (神楽坂The glee) [44]
- 2019年1月26日 - リサイタル (多治見文化会館)[37]
- 2019年4月19日 - 松原凜子ディナーショーin北山 (京都府立陶板名画の庭) [45]
- 2019年12月2日 - 松原凜子ディナーショー (HOTEL椿山荘 1階 ボールルーム)[46]
- 2020年9月13日 - Primo Delicious 11th (Billboard Live Tokyo)[47]
- 2020年10月17日 - クロネコジャンボリー2020 (TIAT SKY HALL)[48]
- 2020年12月12日 - no Musical no life　～10th Anniversary Symphoni (刈谷市総合文化センターアイリス 大ホール)[49]
- 2022年1月2日 - 松原凜子 ニューイヤーファミリーコンサート (ザ・プリンスタワー東京 ボールルーム)[50]
- 2022年2月18日 - 松原凜子 Birthday Live-30th anniversary special- (eplus LIVING ROOM CAFE&DINING)[51]
- 2022年5月26日 - 村田晃一生誕30周年記念ライブ『コップンカー』ゲスト[52]

### CD
- 2020年7月 - PAPIPOファーストアルバム「凪」[53]
- 2022年6月30日 - 雨が止まない世界なら コンセプトアルバム[54]